# La Competencia
La Competencia es una localidad del estado mexicano de Chiapas. Es parte del municipio de Huitiupán.

## Demografía
| Gráfica de evolución demográfica |
|                                  |

| Censo | Población |
| ----- | --------- |
| 1910  | 227       |
| 1921  | 41        |
| 1930  | 19        |
| 1940  | 209       |
| 1950  | 318       |
| 1960  | 386       |
| 1970  | 591       |
| 1980  | 681       |
| 1990  | 993       |
| 2000  | 1 025     |
| 2010  | 1 147     |
| 2020  | 1 321     |